# Matrice di Sylvester
In matematica, una matrice di Sylvester è una matrice associata a due polinomi che permette di dare alcune informazioni sui polinomi stessi. Il nome è legato al matematico James Joseph Sylvester.

## Definizione
Siano p e q due polinomi aventi, rispettivamente, i gradi positivi m ed n che scriviamo:
{\displaystyle p(z)\,=\,p_{0}+p_{1}z+p_{2}z^{2}+\cdots +p_{m}z^{m}}
{\displaystyle q(z)\,=\,q_{0}+q_{1}z+q_{2}z^{2}+\cdots +q_{n}z^{n}} .
La matrice di Sylvester associata a p e q, che denotiamo con Sp,q è la matrice di aspetto {\displaystyle (n+m)\times (n+m)} ottenuta come segue:
- la prima riga è:

{\displaystyle {\begin{pmatrix}p_{m}&p_{m-1}&\cdots &p_{1}&p_{0}&0&\cdots &0\end{pmatrix}}} ;
- la seconda riga è ottenuta dalla prima permutandola circolarmente a destra di una colonna (il primo componente della riga è zero).

- le successive (n-2) righe sono ottenute nello stesso modo, permutando circolarmente a destra di una posizione la riga precedente;

- la (n+1)-esima riga è:

{\displaystyle {\begin{pmatrix}q_{n}&q_{n-1}&\cdots &q_{1}&q_{0}&0&\cdots &0\end{pmatrix}}} ;
- le successive righe sono ottenute come in precedenza mediante rotazioni a destra della riga che le precede.

Ad esempio, se poniamo m=4 e n=3, la matrice cercata risulta essere:
{\displaystyle S_{p,q}={\begin{pmatrix}p_{4}&p_{3}&p_{2}&p_{1}&p_{0}&0&0\\0&p_{4}&p_{3}&p_{2}&p_{1}&p_{0}&0\\0&0&p_{4}&p_{3}&p_{2}&p_{1}&p_{0}\\q_{3}&q_{2}&q_{1}&q_{0}&0&0&0\\0&q_{3}&q_{2}&q_{1}&q_{0}&0&0\\0&0&q_{3}&q_{2}&q_{1}&q_{0}&0\\0&0&0&q_{3}&q_{2}&q_{1}&q_{0}\\\end{pmatrix}}.}

## Applicazioni
Le matrici di Sylvester sono usate nell'algebra commutativa, per verificare se due polinomi hanno un fattore comune (non costante). In realtà, in questo caso, il determinante della matrice di Sylvester associata, che è chiamato risultante dei due polinomi, è uguale a zero. È vero anche il viceversa. 
La soluzione delle equazioni lineari:
{\displaystyle {S_{p,q}}^{\mathrm {T} }\cdot {\begin{pmatrix}x\\y\end{pmatrix}}={\begin{pmatrix}0\\0\end{pmatrix}}} ,
dove {\displaystyle x} è un vettore di dimensione {\displaystyle n} e {\displaystyle y} è di dimensione {\displaystyle m}, porta a tutti e soli i polinomi x e y, aventi rispettivamente i gradi n - 1 ed m - 1, che soddisfano la identità polinomiale
{\displaystyle x\cdot p+y\cdot q=0} .
Questo vuol dire che il nucleo della matrice di Sylvester trasposta dà tutte le soluzioni del teorema di Bézout dove {\displaystyle \deg \,x<\deg \,q} e {\displaystyle \deg \,y<\deg \,p} .
Di conseguenza il rango della matrice di Sylvester determina il grado del massimo comun divisore di {\displaystyle p} e {\displaystyle q}.
{\displaystyle \deg({\mbox{MCD}}(p,q))=m+n-\mathrm {rank} \left(S_{p,q}\right)}.